# ويليام جي. كلارك
ويليام جي. كلارك (بالإنجليزية: William G. Clark)‏ هو قاضي ومحامي وسياسي أمريكي، ولد في 16 يوليو 1924، وتوفي في 17 أغسطس 2001. حزبياً، نشط في الحزب الديمقراطي. وقد انتخب عضو مجلس نواب إلينوي.